# Ntakaba
Ntakaba est un village du Cameroun, situé dans la Région du Sud-Ouest. Il est rattaché administrativement à la commune de Kombo-Abedimo, dans le département du Ndian.

## Population
Lors du recensement de 2005 on y a dénombré 239 personnes.